# Ewa Malewicka
Ewa Malewicka (ur. 8 maja 1955 w Elblągu, zm. 23 lipca 1995 w Radziechowach) – polska panczenistka, działaczka sportowa olimpijka z Innsbrucku 1976.
Była zawodniczką Orła Olimpii Elbląg w latach 1969–1976. Jako juniorka zdobyła srebrny medal mistrzostw świata Juniorów na dystansie 1000 metrów w roku 1974. Jako seniorka dwukrotnie zdobyła tytuł wicemistrzyni Polski w roku 1974 na dystansie 1500 metrów i 3000 metrów.
Uczestniczka mistrzostw świata w wieloboju w roku 1974 podczas których zajęła 15. miejsce oraz w roku 1976 podczas których zajęła 25. miejsce.
Brała udział w wielobojowych mistrzostwach Europy w 1974 roku zajmując w nich 16. miejsce.
Na igrzyskach olimpijskich w Innsbrucku w roku 1976 zajęła:
- 18. miejsce w wyścigu na 1500 metrów,
- 19. miejsce w wyścigu na 1000 metrów,
- 25. miejsce w wyścigu na 3000 metrów,
- 26. miejsce w wyścigu na 500 metrów.

W roku 1976 została międzynarodową mistrzynią Szwajcarii. Po zakończeniu kariery sportowej została działaczką sportową
Jej rekordy życiowe wynosiły:
- na 500 metrów – 44.40 (uzyskany został w 1974 roku),
- na 1000 metrów – 1:31.90 (uzyskany w 1976 roku),
- na 1500 metrów – 2:20.26 (uzyskany w 1976 roku),
- na 3000 metrów – 5:04.20 (uzyskany w 1976 roku).